# Perpedes
Perpedes is een Oostenrijks historisch merk van motorfietsen.
De bedrijfsnaam was Albert R. Stouratz, Wenen (1922-1926).
Het Oostenrijkse merk bouwde 110cc-clip-on motoren en complete motorfietsen. Het blok zat boven het achterwiel.
De naam "Perpedes" klinkt niet erg optimistisch: het betekent "te voet".